# Mark Walport
Mark Jeremy Walport (né le 25 janvier 1953) est un scientifique médical britannique, qui est le Conseiller scientifique en chef du Gouvernement britannique de 2013 à 2017,,,, et directeur général de UK Research and Innovation (UKRI) de 2017 à 2020.

## Biographie
Walport est le fils d'un médecin généraliste et est né à Londres. Il fait ses études à la St Paul's School de Londres, étudie la médecine au Clare College de Cambridge et termine sa formation clinique aux hôpitaux Hammersmith, Guy's et Brompton de Londres,. Il obtient un doctorat pour la recherche sur les récepteurs du complément sous la direction de Peter Lachmann en 1986 à l'Université de Cambridge.
Auparavant, Walport est directeur du Wellcome Trust de 2003 à 2013. Avant cela, il est professeur de médecine (à partir de 1991) et chef de la division de médecine (à partir de 1997) à l'Imperial College de Londres où il dirige une équipe de recherche axée sur l'immunologie et la génétique des maladies rhumatismales,,,,,,,.
Walport est le onzième Conseiller scientifique en chef du Gouvernement britannique de 2013 à 2017, succédant à Sir John Beddington.
En février 2017, il devient directeur général de UK Research and Innovation (UKRI).
Walport est fait chevalier dans la liste des honneurs du Nouvel An 2009 pour ses services à la recherche médicale. Il est élu Membre de la Royal Society of Edinburgh (FRSE) en 2017 et membre de la Royal Society (FRS) en 2011.